# Bałkanica
Bałkanica – singel zespołu Piersi (w składzie: Dziadek, Mały, Manio, Asan, Hans, Erwin, Rospor) wydany w 2013 roku. To utwór zapowiadający album Piersi i Przyjaciele 2. Autorami muzyki są Adam Asanov i Zbigniew Moździerski, słowa napisał Adam Asanov.

## Notowania
| Lista                                   | Pozycja |
| --------------------------------------- | ------- |
| Polska (AirPlay – Top)                  | 5       |
| Polska (Dance Top 50)                   | 1       |
| Szczecińska Lista Przebojów             | 1       |
| Codzienna Lista Przebojów Radia Bielsko | 1       |
| Lista Przebojów RDN Małopolska          | 1       |
| Lista Przebojów Polskiego Radia PiK     | 1       |
| Wakacyjna Lista Przebojów Radia Wawa    | 1       |

Słuchacze Radia Zet uznali piosenkę za „Przebój Roku” 2013. Na Liście Roku RMF FM zajęła 4. miejsce, a w rankingu Radia Eska uplasowała się na 5. pozycji. Za największy hit 2013 piosenka została uznana także przez widzów 4fun.tv.

## Teledysk
Został opublikowany w serwisie YouTube 8 czerwca 2013 roku. Uzyskał ponad 122 mln odtworzeń (stan na 9 września 2023). Nagrań dokonano podczas juwenaliów na Rynku w Rzeszowie, skąd pochodzi Adam Asanov. Teledysk jest jednoujęciowy.